# Вајена (Јужна Дакота)
Вајена (енгл. Vienna) град је у америчкој савезној држави Јужна Дакота.

## Демографија
По попису из 2010. године број становника је 45, што је 33 (-42,3%) становника мање него 2000. године.
| Група             | 2000.      | 2010.      |
| Белци             | 74 (94,9%) | 43 (95,6%) |
| Афроамериканци    | 0 (0,0%)   | 0 (0,0%)   |
| Азијати           | 0 (0,0%)   | 0 (0,0%)   |
| Хиспаноамериканци | 4 (5,1%)   | 0 (0,0%)   |
| Укупно            | 78         | 45         |